# 斯克維爾卡河
斯克維爾卡河（烏克蘭語：Сквирка），是烏克蘭北部的河流，屬於羅西河的左支流。該河流經基輔州的白采爾克瓦區，河道全長44.5公里，流域面積344平方公里。